# 湄洲湾南岸铁路支线
湄洲湾南岸铁路支线又称湄南铁路支线，是位于福建省泉州市境内的一条铁路，北起漳泉肖铁路肖厝站，南至斗尾港区工业站，途经泉州市的泉港区和惠安县，并与既有漳泉肖铁路衔接，线路总长度26千米，沿线设有肖厝站（既有车站）、辋川站（中化泉州石化铁路专用线接轨站）和斗尾站（作业场）3个车站。湄洲湾南岸铁路支线于2009年1月通过国家立项，肖厝至斗尾段于2010年10月1日开工建设，2016年12月12日通过动态检测，2016年12月26日正式通车。
湄洲湾南岸铁路支线原规划北起福厦铁路仙游站，南至斗尾港区工业站，铁路沿线设有仙游、肖厝、辋川和斗尾4个车站，其中仙游站为支线接轨站，肖厝站为港前工业站。2011年7月，因福厦铁路按客运专线运作,不允许货运列车在福厦铁路上接轨及运行，仙游站至肖厝站段暂停建设，铁路通车后，泉州石化产品货物通过漳泉肖铁路运出去。